# آرسن آلنکور
آرسن آلنکور (فرانسوی: Arsène Alancourt‎; ۲۹ فوریهٔ ۱۸۹۲ – ۲۰ آوریل ۱۹۶۵) دوچرخه‌سوار اهل فرانسه بود.